# Городнє (Лозівський район)
Горо́днє — село в Україні, у Лозівській міській громаді Лозівського району Харківської області. Населення становить 67 осіб. До 2020 орган місцевого самоврядування — Шатівська сільська рада.

## Географія
Село Городнє знаходиться на відстані 4 км від річки Бритай (правий берег), по селу протікає пересихаюча Балка Городна з загатами.

## Історія
- 1856 — дата заснування.
- 12 червня 2020 року, відповідно до Розпорядження Кабінету Міністрів України  № 725-р «Про визначення адміністративних центрів та затвердження територій територіальних громад Харківської області», увійшло до складу Лозівської міської громади.[1]
- 17 липня 2020 року, в результаті адміністративно-територіальної реформи та ліквідації колишнього Лозівського району (1923—2020), увійшло до складу новоутвореного Лозівського району Харківської області.[2]

## Економіка
- Машинно-тракторні майстерні.